# Tonga aux Jeux paralympiques d'été de 2012

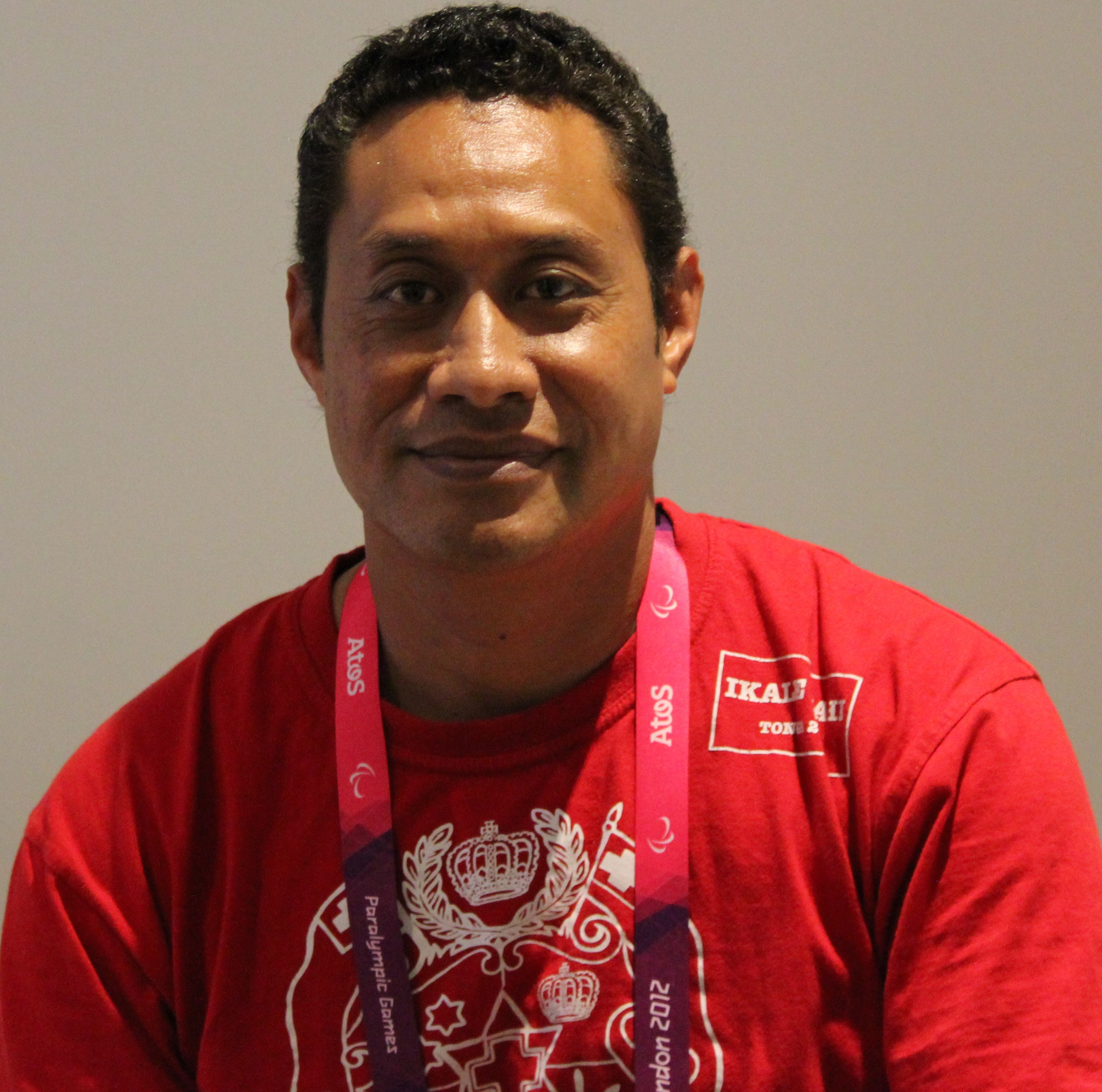
Viliami Tufui, président du Comité national paralympique tongien et chef de mission de la délégation tongienne aux Jeux de Londres.

Les Tonga participent aux Jeux paralympiques d'été de 2012 (du 29 août au 9 septembre) à Londres. Pour sa quatrième participation aux Jeux d'été, le pays est représenté par un unique athlète, ʻAloʻalo Liku, qui est également le porte-drapeau tongien  lors de la cérémonie d'ouverture des Jeux,.
Les Tonga n'obtiennent pas de médaille à ces Jeux.

## Athlètes engagés

### Athlétisme
ʻAloʻalo Liku prend part aux épreuves de javelot et de lancer de disque, catégorie F44 (amputé jambe),.
En javelot, son meilleur lancer est de 34,61 mètres, ce qui le classe dixième et dernier. (Le Chinois Gao Mingjie remporte la médaille d'or et établit un nouveau record paralympique avec un lancer à 58,53 mètres.)
En lancer de disque, son meilleur lancer est de 32,73 mètres ; il termine huitième et dernier. (L'Américain Jeremy Campbell remporte la médaille d'or et établit un nouveau record paralympique avec un lancer à 60,05 mètres.)